# مرکز شهر سارایوو
مرکز شهر سارایوو (به لاتین: Sarajevo City Center) یک ساختمان بلندمرتبه و مرکز خرید در بوسنی و هرزگوین است که در سارایوو واقع شده‌است.